# بورتر غرينجر
بورتر غرينجر (بالإنجليزية: Porter Grainger)‏ هو كاتب أغاني وعازف بيانو أمريكي، ولد في 1891، وتوفي في 1955.

## وصلات خارجية
- بورتر غرينجر على موقع IMDb (الإنجليزية)
- بورتر غرينجر على موقع ميوزك برينز (الإنجليزية)
- بورتر غرينجر على موقع أول ميوزيك (الإنجليزية)
- بورتر غرينجر على موقع ديسكوغز (الإنجليزية)